# Marian Ireneusz Krawczyński
Marian Ireneusz Krawczyński (ur. 22 listopada 1934 w Poznaniu) – polski lekarz, pediatra, profesor medycyny, dyrektor Instytutu Pediatrii Akademii Medycznej im. Karola Marcinkowskiego w Poznaniu w latach 1982-2003.

## Życiorys
Ukończył I Liceum Ogólnokształcące im. Karola Marcinkowskiego (1951), a następnie medycynę na Wydziale Lekarskim Akademii Medycznej (1958) w Poznaniu. Stopień doktora nauk medycznych uzyskał w 1968 roku na podstawie rozprawy zatytułowanej Oznaczanie chromatyny płciowej w zaburzeniach rozwoju płciowego u dzieci. Habilitował się w 1978 roku na podstawie monografii p.t. Zależności genotypowo-fenotypowe w zespole Turnera. Uzyskał specjalizacje lekarskie z pediatrii (1967), medycyny szkolnej (1973), medycyny sportowej (1975).

## Działalność
Zawodowo i naukowo związany z Akademią Medyczną w Poznaniu. Pełnione funkcje to m.in. kierownik Zakładu Medycyny Wieku Młodzieńczego (1978-1982), Zakładu Propedeutyki Pediatrii (1982-1992), IV Kliniki Chorób Dzieci (1992-1995), Kliniki Gastroenterologii Dziecięcej i Chorób Metabolicznych (1995-2005) oraz dyrektor Instytutu Pediatrii (1982-2003). W 1993 roku uzyskał tytuł profesora zwyczajnego.

### Działalność naukowa
Autor/współautor ponad 600 publikacji naukowych w czasopismach polskich i zagranicznych, redaktor i/lub autor/współautor 28 pozycji książkowych lub rozdziałów w podręcznikach dotyczących m.in. propedeutyki pediatrii, żywienia i rozwoju dziecka. Autor wielu biogramów i artykułów wspominających zmarłych nestorów pediatrii poznańskiej.
Twórca i wykonawca ponad 20 programów badawczych. Organizator i uczestnik konferencji naukowych.
Promotor 18 przewodów doktorskich, opiekun 4 habilitacji, kierownik specjalizacji z pediatrii (ponad 30 lekarzy) i medycyny szkolnej (2 lekarzy).

### Działalność kliniczna
Członek m.in. Polskiego Towarzystwa Pediatrycznego (wiceprezes Zarządu Głównego w latach 1989-1999, członek honorowy od 1999), Polskiego Towarzystwa Medycyny Sportowej.
Konsultant wojewódzki w dziedzinie pediatrii (województw wielkopolskiego, zielonogórskiego, lubuskiego) i medycyny szkolnej (województw wielkopolskiego, zielonogórskiego).
Zaangażowany w medycynę sportową, lekarz Kolejowego Klubu Sportowego „Lech” Poznań (1957-2000), lekarz i kierownik Poradni Sportowo-Lekarskiej tegoż Klubu (1958 -1994).

## Odznaczenia
Otrzymał liczne nagrody, wyróżnienia, medale, w tym Złoty Laur Uniwersytetu Medycznego im. Karola Marcinkowskiego (2011). Odznaczony Krzyżem Kawalerskim Orderu Odrodzenia Polski (1987), Krzyżem Oficerskim Orderu Odrodzenia Polski (2002).